# Гурко, Олег Викторович
Олег Викторович Гурко (1927—2012) — советский учёный в области ракетно-космической техники, участник запуска первого в мире искусственного спутника Земли —  космического аппарата «Спутник-1», доктор технических наук (1973), профессор (1976), полковник-инженер (1961). Заслуженный деятель науки и техники РСФСР (1987).

## Биография
Родился 10 октября 1923 года в Свердловске.

### Образование и начало деятельности
С 1943 по 1947 год обучался в МВТУ имени Н. Э. Баумана, с 1947 по 1951 год на кафедре жидкостных реактивных двигателей авиамоторостроительном факультете Московского авиационного института, свои первые научные исследования в космической области проводил под руководством академика В. П. Ветчинкина. Будучи студентом О. В. Гурко организовал космический кружок, который взял под свой патронаж профессор М. К. Тихонравов.

### ВНИИ-4и участие в Космической программе
С 1951 года — научный сотрудник НИИ-4 МО СССР, работал в группе М. К. Тихонравова, занимался обеспечением запуска первого искусственного спутника земли — космического аппарата «Спутник-1». 
В 1960 году О. В. Гурко привлекался в качестве консультанта во время лётных испытаний на космодроме Байконур, он предложил и согласовал с С. П. Королёвым способ ускорения схода корабля «Восток» с орбиты в случае отказа тормозной двигательной установки. Являлся соавтором первой в мире монографии по практической спутниковой тематике «Основы теории полета и элементы проектирования искусственных спутников Земли». В 1961 году О. В. Гурко при ПНИТИ  организовал разработку своей многоразовой комбинированной двигательной установки с ядерным реактором.
С 1966 года — научный сотрудник, с 1972 года — ведущий научный сотрудник и с 1977 по 1987 год — руководитель отдела по научно-методическому руководству баллистическим проектированием воздушно-космического самолета с новым типом двигателя 50-й ЦНИИКС МО СССР, в 1972 году был участником составления и издания справочника «Основы теории полёта космических аппаратов». С 1997 года — ведущий научный сотрудник и консультант НИИ космических систем имени А. А. Максимова при ГКНПЦ имени М. В. Хруничева.

### Научная деятельность
В 1964 году О. В. Гурко защитил диссертацию на соискание учёной степени кандидат технических наук по теме связанной с реализацией полётов пилотируемых космических аппаратов, в 1973 году — доктор технических наук по вопросам в области «баллистического проектирования
воздушно-космического самолёта и оптимизации его тактико-технических характеристик и параметров полёта». В 1966 году ему было присвоено учёное звание старший научный сотрудник и профессор. 
О. В. Гурко являлся автором более 130 научных трудов и 18 патентов на изобретения. им было подготовлено 10 кандидатов и 5 докторов наук. Действительный член Российской академии космонавтики имени К. Э. Циолковского.

### Смерть
Скончался 27 апреля 2012 года на 86-м году жизни в Москве и похоронен на Аллее Почётных захоронений Невзоровского кладбища.

## Награды
За период военной службы О. В. Гурко был награждён орденами «За заслуги перед Отечеством» IV степени, орденом «Знак Почёта». В 1987 году ему было присвоено почётное звание — Заслуженный деятель науки и техники РСФСР и Премия Совета Министров СССР.